# Kristina Barrois

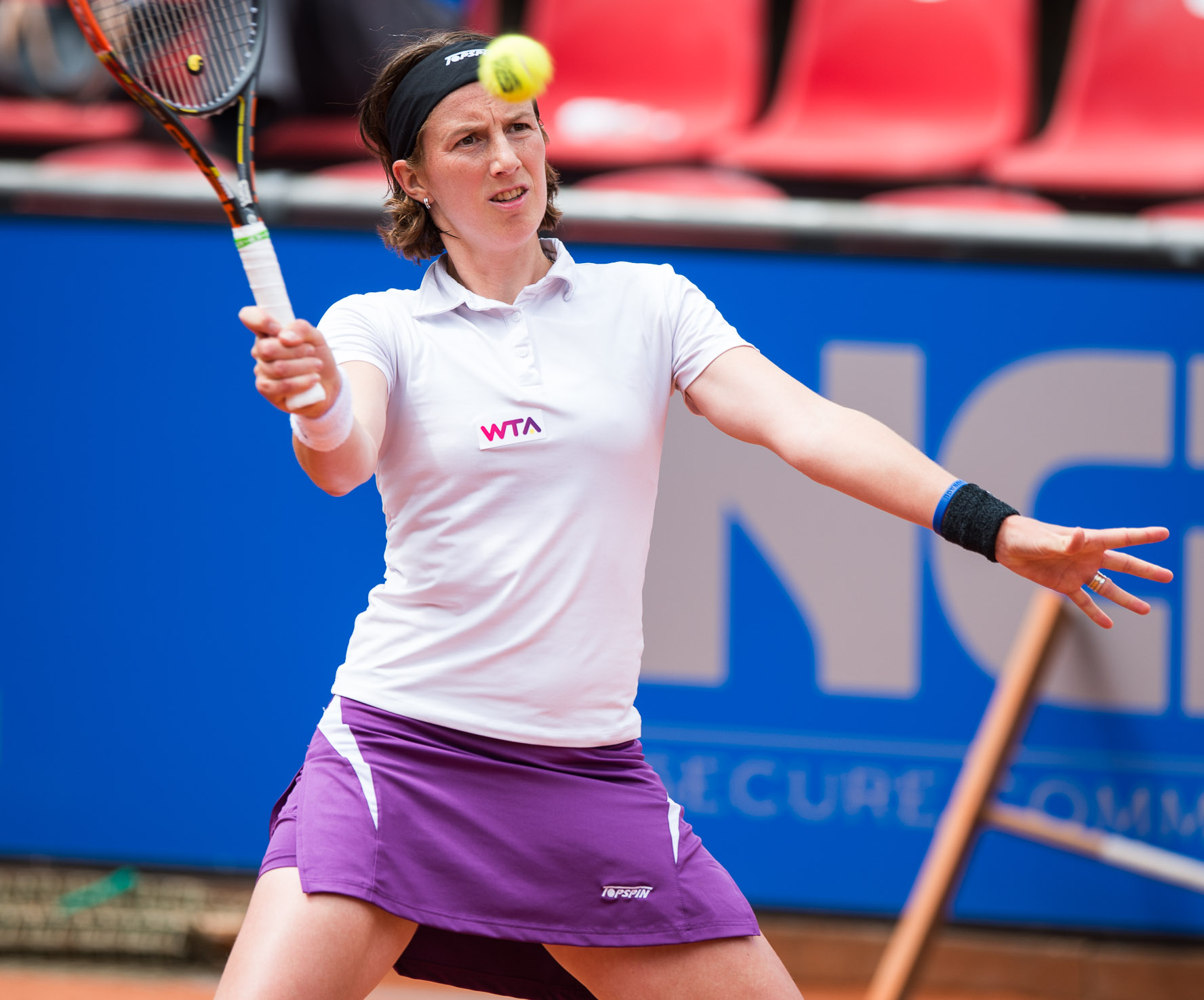
Kristina Barrois (2014).

Kristina Barrois (Ottweiler, Saarland, 30 de setembre de 1981) és una jugadora professional de tennis alemanya retirada.
Al seu palmarès només hi ha un títol de dobles al circuit WTA, però una quinzena individuals al circuit ITF. A banda, també guanyà dos campionats de tennis alemanys.

## Biografia
Fill de Waldemar i Hilde Barrois, té dues germanes, Simone i Carmen. Va començar a jugar amb nou anys. Abans d'esdevenir tennista professional va preferir completar les pràctiques d'inspectora governamental del ministeri de justícia de Saarland.

## Palmarès

### Individual: 2 (0−2)
| Llegenda                                  |
| ----------------------------------------- |
| Grand Slam (0−0)                          |
| WTA Tour Championships / WTA Finals (0−0) |
| Premier Mandatory (0−0)                   |
| Premier 5 (0−0)                           |
| Premier (0−0)                             |
| International (0−2)                       |

| Títols per superfície |
| --------------------- |
| Dura (0−0)            |
| Gespa (0−0)           |
| Terra batuda (0−2)    |

| Resultat  | Núm. | Data               | Torneig            | Superfície   | Oponent                 | Marcador |
| --------- | ---- | ------------------ | ------------------ | ------------ | ----------------------- | -------- |
| Finalista | 1.   | 22 de maig de 2010 | Estrasburg, França | Terra batuda | Maria Xaràpova          | 5−7, 1−6 |
| Finalista | 2.   | 30 d'abril de 2011 | Estoril, Portugal  | Terra batuda | Anabel Medina Garrigues | 1−6, 2−6 |

### Dobles: 4 (1−3)
| Llegenda                                  |
| ----------------------------------------- |
| Grand Slam (0−0)                          |
| WTA Tour Championships / WTA Finals (0−0) |
| Premier Mandatory (0−0)                   |
| Premier 5 (0−0)                           |
| Premier (0−1)                             |
| International (1−2)                       |

| Títols per superfície |
| --------------------- |
| Dura (1−1)            |
| Gespa (0−0)           |
| Terra batuda (0−2)    |

| Resultat   | Núm. | Data                  | Torneig              | Superfície       | Parella          | Oponents                           | Marcador         |
| ---------- | ---- | --------------------- | -------------------- | ---------------- | ---------------- | ---------------------------------- | ---------------- |
| Finalista  | 1.   | 24 d'abril de 2011    | Stuttgart, Alemanya  | Terra batuda (i) | Jasmin Wöhr      | Sabine Lisicki Samantha Stosur     | 1−6, 6−7(5)      |
| Finalista  | 2.   | 21 de general de 2013 | Bad Gastein, Àustria | Terra batuda     | Eleni Daniïlidu  | Sandra Klemenschits Andreja Klepač | 1−6, 4−6         |
| Finalista  | 3.   | 20 d'octubre de 2013  | Luxemburg, Luxemburg | Dura (i)         | Laura Thorpe     | Stephanie Vogt Yanina Wickmayer    | 6−7(2), 4−6      |
| Guanyadora | 1.   | 18 d'octubre de 2014  | Luxemburg            | Dura (i)         | Timea Bacsinszky | Lucie Hradecká Barbora Krejčíková  | 3−6, 6−4, [10−4] |

## Trajectòria

### Individual
| Open d'Austràlia | A   | Q   | Q   | A  | 1R | 2R | 2R | 1R  | 0 / 4 | 2 – 4 |
| Roland Garros | A   | Q   | A   | Q  | 2R | 1R | 1R | Q   | 0 / 3 | 1 – 3 |
| Wimbledon | A   | 1R  | Q   | Q  | 1R | 2R | 1R |     | 0 / 4 | 1 – 4 |
| US Open | Q   | 1R  | A   | Q  | 2R | 1R | 1R |     | 0 / 3 | 1 – 4 |
| Rànquing a final d'any | 211 | 124 | 192 | 87 | 80 | 80 | 91 | 276 |       |       |
| Llegenda: G: Guanyadora; F: Finalista; SF: Semifinalista; QF: Quarts de final; Q: Qualificació; A: Absent; RR: Round Robin; |     |     |     |    |    |    |    |     |       |       |

### Dobles
| Open d'Austràlia | A   | 1R | A  | 1R | 1R | A  | A  | 0 / 3 | 0 – 3 |
| Roland Garros | A   | 1R | 1R | 2R | 1R | A  | 2R | 0 / 5 | 2 – 5 |
| Wimbledon | A   | QF | 3R | 2R | 2R | A  | 3R | 0 / 5 | 9 – 5 |
| US Open | A   | 1R | 1R | 2R | A  | A  | 1R | 0 / 4 | 1 – 4 |
| Rànquing a final d'any | 178 | 85 | 77 | 63 | 85 | 74 | 59 |       |       |
| Llegenda: G: Guanyadora; F: Finalista; SF: Semifinalista; QF: Quarts de final; Q: Qualificació; A: Absent; RR: Round Robin; |     |    |    |    |    |    |    |       |       |